# Maddy Candy
Maddy Candy는 DEATH DEVIL의 싱글로 2009년 8월 12일에 포니캐년을 통해 발매되었다. 대한민국에서는 2011년 3월 14일에 포니캐년 코리아가 인터넷 상에 음원 형식으로 공개하였다.

## 개요
- TBS 계열 TV 애니메이션 《케이온!》에 등장하는 노래.
- DEATH DEVIL이란 《케이온!》 시리즈에서 사쿠라 고등학교 경음악부의 고문 역할로 등장하는 야마나카 사와코(성우 : 사나다 아사미)가 사쿠라 고등학교에 재학하던 시절에 속해있던 경음악부의 밴드명이다.

## 수록곡
1. Maddy Candy [4:44]
  - 작사 : KANATA / 작·편곡 : 코모리 시게오
2. Hell The World [4:47]
  - 작사 : KANATA / 작·편곡 : 코모리 시게오
3. Maddy Candy（Instrumental）
4. Hell The World（Instrumental）

## 같이 보기
- 케이온!